# ナシ族
ナシ族（ナシぞく/納西族）は中華人民共和国の少数民族のひとつ。

## 概要

### 居住地
ミャンマー、ラオス、ベトナムと国境を接する雲南省の西北部から四川省西南部にかけての、海抜高度1000~2000ｍの山間丘陵部や壩子と呼ばれる山間低盆地に住んでいる。民族自治区域としては地級市である麗江市に所属する玉竜ナシ族自治県があるが、麗江市の中心部である古城区にも多く居住している。2000年の人口調査では中国内のナシ族人口は308,389人であった。

#### 自治県
- 雲南省
  - 玉龍ナシ族自治県

#### 民族郷
- ムリ・チベット族自治県
  - 俄亜ナシ族郷
- 永勝県
  - 大安イ族ナシ族郷
- シャングリラ市
  - 三壩ナシ族郷
- マルカム県
  - ナシ民族郷

### 社会構成
ナシ族のうち、とくにモソの社会は女性優位の母系制で、通い婚の伝統を持つ。家長は女性であり、あらゆる決定を女性が行う。それを表す一例として「祖母部屋」がある。これは一家の女家長である最年長の女性が住む部屋で、ここに先祖の祭壇などがあり、家内の未成年はみなここに住むことになっていた。現在でも古い家にはこの部屋があるという。ナシ族は基本的に自然崇拝であるが、チベット仏教の影響も多く受けている。ナシ族の町でチベット仏教の建物は重要な位置を占める。麗江には小川がたくさんあり、中州に生命や死んだ人などを祭る色とりどりの祭壇がある。

### 言語

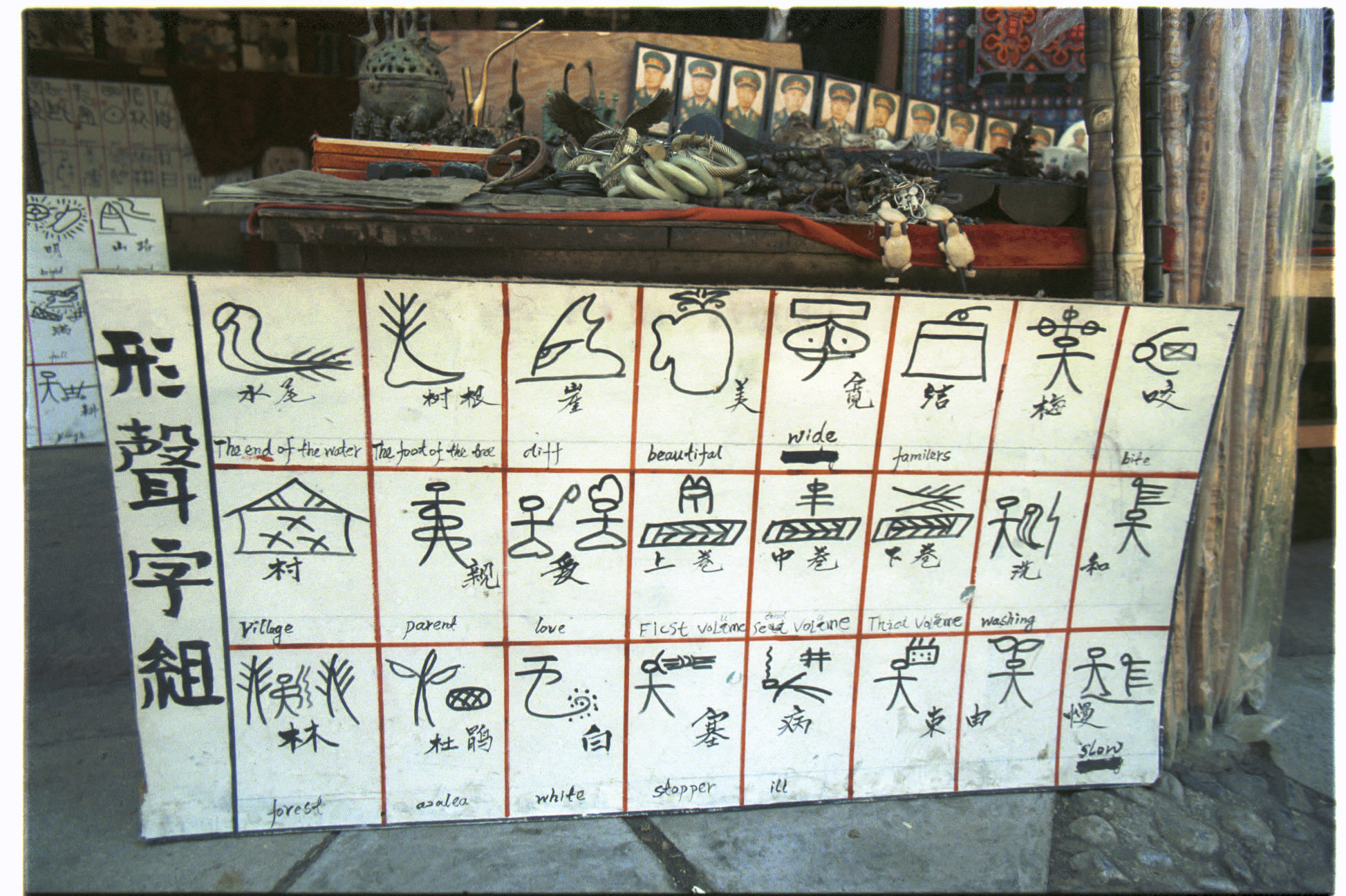
トンパ文字。絵文字のような形状である。

ナシ語はチベット・ビルマ語族のイ語グループに属し、民族的にはイ族やリス族に近い。ただ漢族との往来が多く、大部分は中国語も話せる。ナシ族はトンパ文字と称する象形文字を持っているが、宗教的に使用されるのみで、別に表音文字もあった。しかし、これもあまり使用されず、1957年に制定されたラテン文字も行われている。トンパ文字は現在も宗教的に使用され原始仏教にもっとも近いとされ世界唯一の生きた象形文字としてユネスコの世界の記憶に登録されている。東巴宮（資料館）にはありアリリ（踊り）の楽譜などが展示され今も残っている。トンパ文字の詳細についてはトンパ文字の項目を参照されたい。

### 歴史
晋代の摩沙夷、唐代の磨些蛮を淵源とし、四川から南下して金沙江流域で繁栄した。唐代には吐蕃や南詔の支配を受け、元、明時代にはナシ族首領が土司に任命されて中国王朝の間接支配を受けた。明代のナシ族首領木氏は麗江府土官に任命されていたが、清代になって改土帰流が行われ、直接支配地域となった。
近隣のモソ族（摩梭族）は、現在の中国における少数民族の分類ではナシ族の一部として取り扱われている。ナシ族よりも強い母系社会を構成していて男性には相続権がない。

## 文化
トンパ文化は、ナシ族固有の宗教であるトンパ教（7世紀頃成立）を中心に発達した文化である。トンパ教は、2000を超える神々を祀る、自然崇拝に基づいた民間信仰で、チベット仏教の影響がみられるが、組織化された信徒集団や寺院はない。経典は、シャーマンのトンパによって「トンパ文字」で描かれる。トンパ文字は、絵画のような約1400の象形文字からなる。経典は、多くが文化大革命の時に法器とともに焼かれてしまったが、なお約5000冊が現存している。